# Rubus rubristylus
Rubus rubristylus är en rosväxtart som beskrevs av William Charles Richard Watson. Rubus rubristylus ingår i släktet rubusar, och familjen rosväxter. Inga underarter finns listade i Catalogue of Life.